# Memorial Romano Scotti
De Memorial Romano Scotti is een veldrijwedstrijd die jaarlijks wordt georganiseerd in het Italiaanse Rome. De wedstrijd is vernoemd naar de Italiaanse wielrenner Romano Scotti.
De eerste editie vond plaats op 9 januari 2011 en gold als het Italiaans kampioenschap veldrijden 2011. De tweede editie vond eveneens plaats in 2011 en wel op 30 december 2011. Vanaf de derde editie maakt de wedstrijd deel uit van wereldbeker veldrijden.

## Erelijst

### Mannen
| Datum       | Klassement | Cat. | Winnaar       | Tweede             | Derde         |
| ----------- | ---------- | ---- | ------------- | ------------------ | ------------- |
| 2014        |            |      | Niels Albert  | Lars van der Haar  | Sven Nys      |
| 2013        |            |      | Kevin Pauwels | Niels Albert       | Marco Fontana |
| 2011 (dec.) |            |      | Marco Fontana | Cristian Cominelli | Luca Damiani  |
| 2011 (jan.) |            |      | Marco Fontana | Marco Bianco       | Fabio Ursi    |

### Vrouwen
| Datum       | Klassement | Cat. | Winnaar           | Tweede                | Derde                |
| ----------- | ---------- | ---- | ----------------- | --------------------- | -------------------- |
| 2014        |            |      | Katherine Compton | Marianne Vos          | Eva Lechner          |
| 2013        |            |      | Marianne Vos      | Katherine Compton     | Kateřina Nash        |
| 2011 (dec.) |            |      | Vania Rossi       | Eva Lechner           | Valentina Scandolara |
| 2011 (jan.) |            |      | Vania Rossi       | Francesca Cucciniello | Eva Lechner          |